# Día del Inventor
El Día del Inventor internacional se celebra el 9 de noviembre, en honor de la actriz e inventora Hedy Lamarr, creadora del espectro ensanchado, una técnica de modulación empleada en telecomunicaciones. Esta fecha fue proclamada por el inventor y empresario alemán Gerhard Muthenthaler.[cita requerida]

## Por países

### Argentina

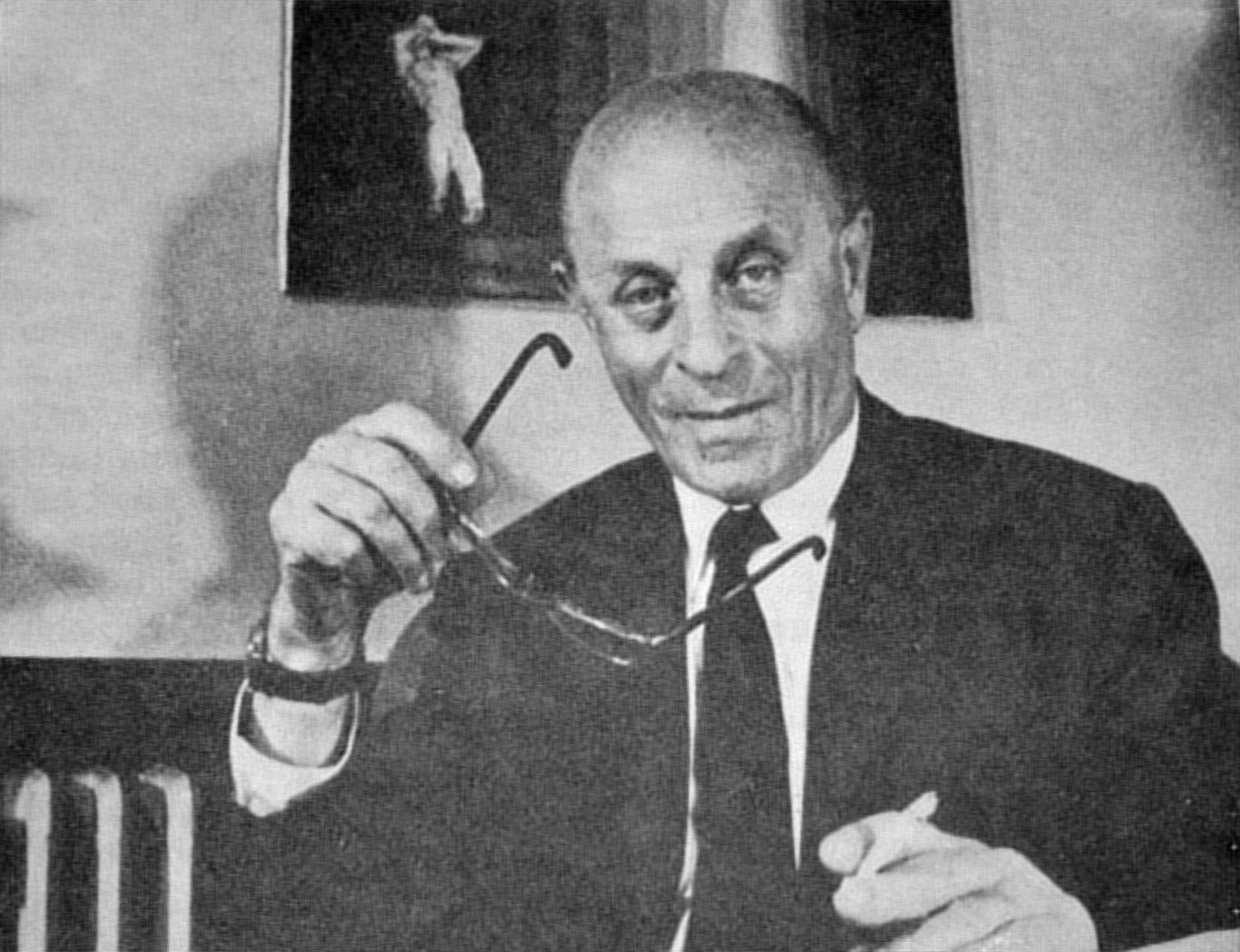
Ladislao José Biro.

En la Argentina desde el año 1990 se festeja el 29 de septiembre, en homenaje al nacimiento de Ladislao José Biro, el inventor del bolígrafo, popularmente conocido en este país como "birome".

### Bolivia
En Bolivia se celebra el «Día del Inventor Boliviano» el 23 de abril, declarado por ley n.º 3422 en 2006.

### Estados Unidos

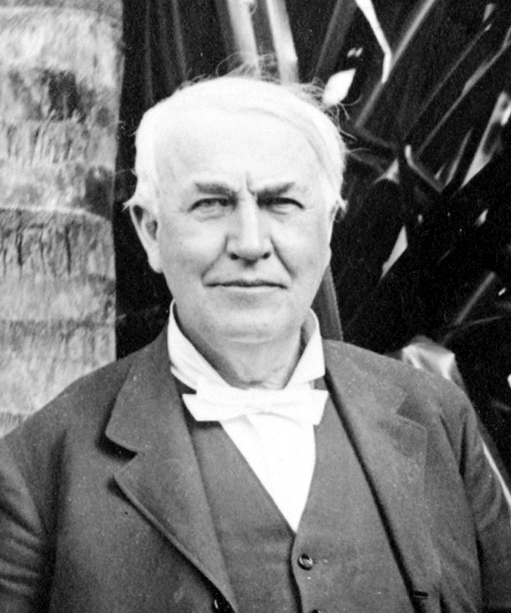
Thomas Alva Edison.

En Estados Unidos el «Día de los Inventores Nacionales» se conmemora el 11 de febrero, aniversario del nacimiento de Thomas Alva Edison, según Ley Pública 97-198 de 1983.

### Hungría

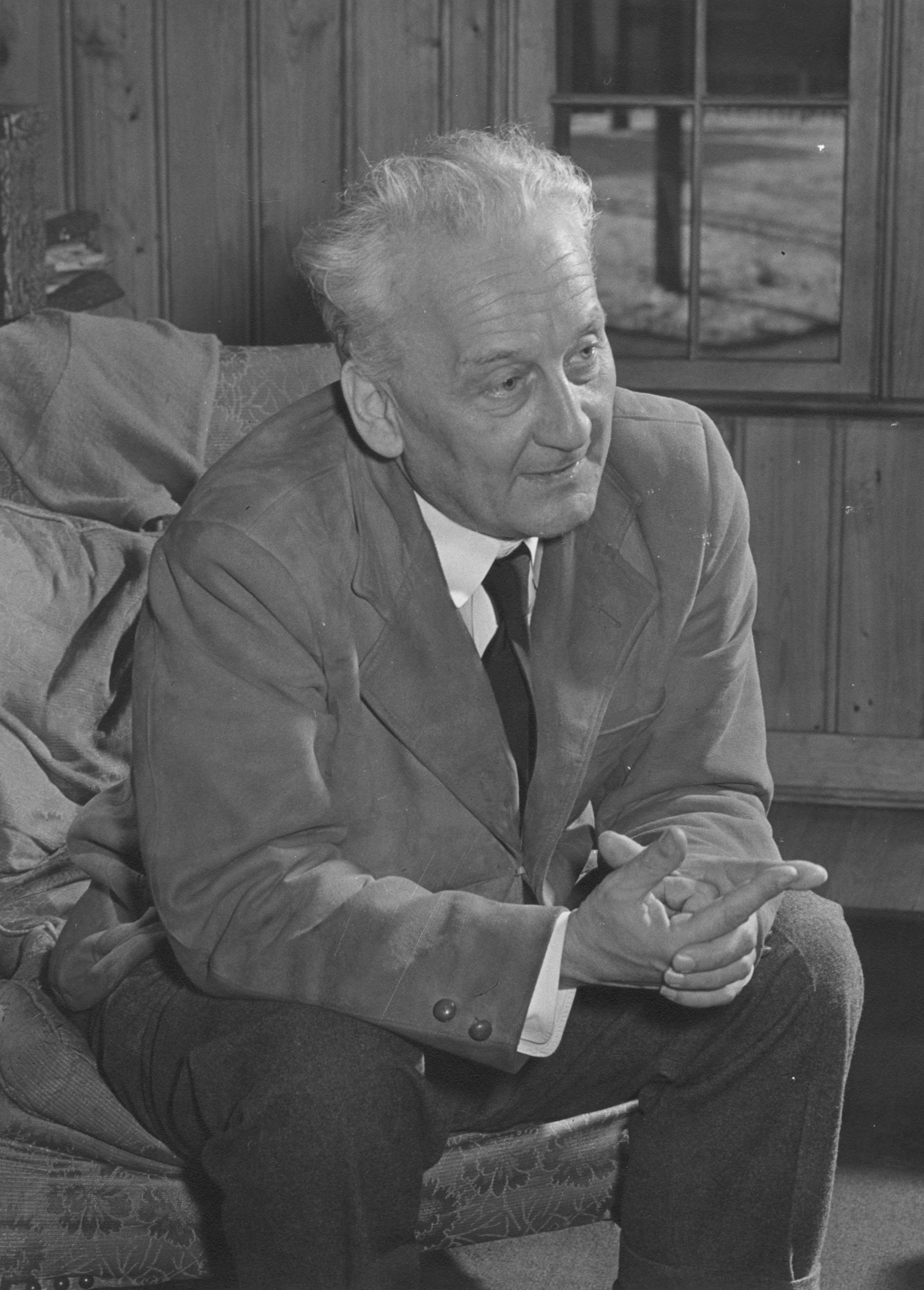
Albert Szent-Györgyi, quien ganó el Premio Nobel de Fisiología o Medicina en 1937.

En Hungría el día de los inventores húngaros (Magyar Feltalálók Napja) se celebra el 13 de junio en memoria de Albert Szent-Györgyi, quien registró su patente nacional sobre la vitamina C sintetizada en 1941. La Asociación de Inventores Húngaros (MAFE) lo celebra desde 2009.

### México

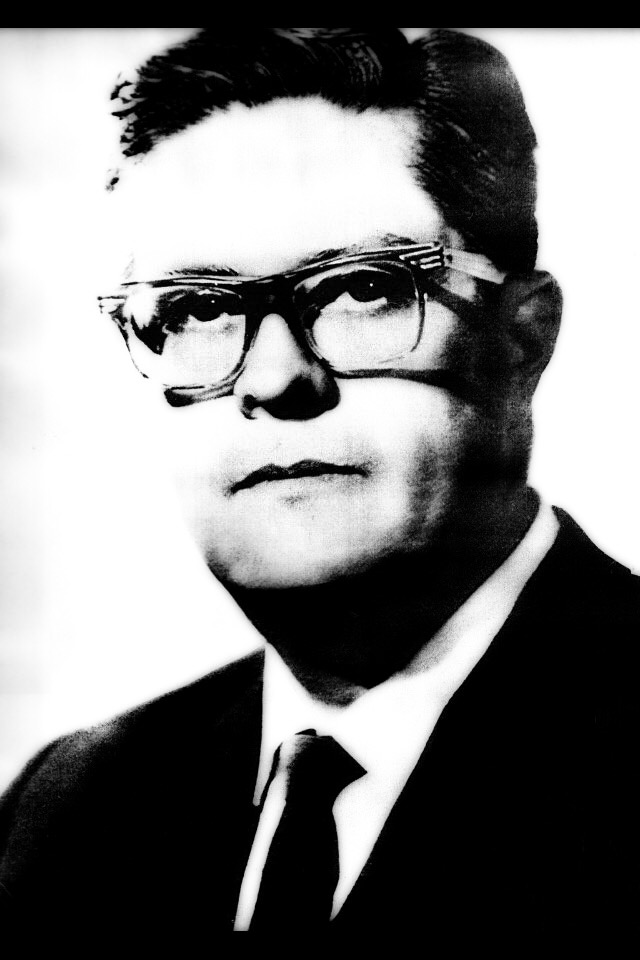
Guillermo González Camarena.

En México se celebra el 17 de febrero desde 1993, en memoria del natalicio de Guillermo González Camarena quien creó el sistema tricromático secuencial de campos para televisión (televisión en color).